# Klara Luchko
Klara Stepanivna Luchko (en ucraniano: Клара Степанівна Лучко; 1 de julio de 1925–26 de marzo de 2005) fue una actriz soviética de origen ucraniano.

## Biografía
Nacida en Chutovo, Luchko logró reconocimiento gracias a su participación en variedad de filmes soviéticos, entre los que destacan The Young Guard (1948) y A Big Family (1954). En 1978 recibió el título de Artista del Pueblo de la URSS, el máximo honor que se otorgaba a las personas involucradas en el mundo de las artes. En el año 2000 se le concedió la Orden al Mérito por la Patria.
La actriz falleció en Moscú el 26 de marzo de 2005.

## Filmografía destacada

### Cine
- Michurin (Мичурин, 1948)
- The Young Guard (Молодая гвардия, 1948) como Marina
- Cossacks of the Kuban (Кубанские казаки, 1949) como
- The Return of Vasili Bortnikov (Возращение Василия Бортникова, 1953) como Natalya
- A Big Family (Большая семья, 1954) como Lida Zhurbina
- Twelfth Night (Двенадцатая ночь, 1955) como Viola
- A Snow Fairy Tale (Снежная сказка, 1959) como Black Soul
- Dreams of Love – Liszt (Szerelmi álmok – Liszt, 1970) como Marie d'Agoult
- The Gypsy (Цыган, 1979) como Claudia Pukhlyakova
- The Casket of Maria Medici (Ларец Марии Медичи, 1980) como Madam Locar
- Do Not Part with Your Beloved (С любимыми не расставайтесь, 1980) como la madre de Larisa
- Carnival (Карнавал, 1981) como Josephine Viktorovna
- We, The Undersigned (Мы, нижеподписавшиеся, 1981) como Violetta Matveyevna Nuikina
- Anxious Sunday (Тревожное воскресенье, 1983) como Anna Golovina
- Budulai's Return (Вовзращение Будулая, 1985) como Claudia Pukhlyakova